# Цифровая публичная библиотека Америки
«Цифровая публичная библиотека Америки» (англ. Digital Public Library of America (DPLA)) — расположенная в Соединённых Штатах общественная электронная библиотека. Представляет открытый бесплатный доступ к материалам библиотек, архивов и музеев Америки. С помощью интерактивных инструментов — хронологии событий (таймлайна) и карты — позволяет осуществлять поиск по всей коллекции. Была организована в 2010 году, веб-сайт запущен 18 апреля 2013 года. Штаб-квартира находится в Бостоне, штат Массачусетс.